# Третья Рота
Тре́тья Ро́та — село в Лазаревском районе муниципального образования «Город-курорт Сочи» Краснодарского края. Входит в состав Волковского сельского округа.

## География
Селение расположено в междуречье рек Набго и Западный Дагомыс, в 8 км к востоку от Дагомыса и в 20 км к северу от Центрального Сочи. Средние высоты на территории села составляют 219 метров над уровнем моря. К востоку от села возвышается гора Сапун (573 м).

## История
Село было основано в 1887 году славянскими переселенцами из Центральных губерний России на правах временных арендаторов казённой земли.
В 1891 году в «урочище Царское» (или в «урочище 3-й роты») проживало 9 переселенческих семей (48 человек), однако формальное их законное зачисление в поселяне произошло лишь в 1897 году. На основании его же был образован переселенческий участок «Царский I» на 109 душевых наделов для служащих.
К началу 1901 года здесь проживало 86 человек обоего пола. В январе 1903 года существовавший на участке посёлок переселенцев, был включен в состав Волковского сельского общества под названием «деревня 3-я Рота».

## Население
| 1926 | 2002 | 2010 |
| ---- | ---- | ---- |
| 249  | ↘146 | ↘76  |

## Улицы
- ул. Волковских партизан
- ул. Счастливая

## Уроженцы
- Кулаковский, Адам[пол.] — секретарь генерала Владислава Сикорского[4]